# Мацей Вілюш
Мацей Вілюш (пол. Maciej Wilusz, нар. 25 вересня 1988, Вроцлав, Польща) — польський футболіст, захисник футбольної команди «Лех», що нині виступає в польській Екстраклясі.
У 2014 році був викликаний до лав збірної Польщі. Станом на 11 квітня 2015 року за збірну провів 4 поєдинки.

## Титули й досягнення
- Чемпіон Польщі (1):

«Лех»: 2014-15
- Володар Суперкубка Польщі (2):

«Лех»: 2015, 2016